# Toluylsäuren
Die Toluylsäuren (oder Methylbenzoesäuren) bilden in der Chemie eine Stoffgruppe, die sich sowohl von der Benzoesäure als auch vom Toluol ableitet. Die Struktur besteht aus einem Benzolring mit angefügter Carboxy- (–COOH) und Methylgruppe (–CH3) als Substituenten. Durch deren unterschiedliche Anordnung ergeben sich drei Konstitutionsisomere (ortho, meta oder para) mit der Summenformel C8H8O2. In erster Linie sind sie als methylsubstituierte Benzoesäuren anzusehen. Die analogen Alkohole heißen Methylbenzylalkohole und die analogen Aldehyde Tolualdehyde. Höhere Homologe sind zum Beispiel die Dimethylbenzoesäuren und die 2,4,6-Trimethylbenzoesäure.

## Vertreter
| Gefahrensymbol |

| Gefahrensymbol |

| Gefahrensymbol |

## Eigenschaften
Die Isomere der Toluylsäure sind farblose bis gelbliche Feststoffe. Die Schmelzpunkte unterscheiden sich charakteristisch.
Das elektronenstoßinduzierte Massenspektrum von 2-Toluylsäure einerseits  unterscheidet sich signifikant von jenen der beiden anderen Stellungsisomere, da über den ortho-Effekt die Abspaltung von Wasser aus dem Molekülion begünstigt ist.

## Darstellung
Aus den Xylol-Isomeren erhält man durch Sauerstoff-Oxidation (z. B. in Gegenwart von Cobalt(II)-stearat als Katalysator) die entsprechenden Toluylsäuren. Bei dieser von Ewald Katzschmann entdeckten Reaktion wird selektiv nur eine Methylgruppe oxidiert. In einem Xylol-Isomerengemisch wird das para-Isomer vor den anderen Isomeren oxidiert.
Verwendet man stärkere Oxidationsmittel wie Kaliumpermanganat oder Chromschwefelsäure, so werden beide Methylgruppen oxidiert.